# 5320 Lisbeth
Az 5320 Lisbeth (ideiglenes jelöléssel 1985 VD) a Naprendszer kisbolygóövében található aszteroida. Poul Jensen, Augustesen K., Fogh Olsen H. J. fedezte fel 1985. november 14-én.